# Streit Group Spartan
Streit Group Spartan — бронеавтомобиль, разработанный канадской компанией Streit Group на шасси автомобиля Ford F-550 2012.

## История
Первый демонстрационный образец бронемашины был изготовлен на заводе «Streit Group’s Canadian Manufacturing Facility» (штат Онтарио, Канада) и представлен на оружейной выставке «IAV 2013» в феврале 2013 года.
В 2014 году компания Streit Group предложила странам-клиентам компании возможность сборки бронемашин на предприятиях, расположенных на территории стран-клиентов и с использованием местной рабочей силы.
В июне 2014 на выставке «Eurosatory-2014» главный исполнительный директор компании Streit Group Герман Гуторов сообщил, что в ближайшее время компания планирует провести на Украине демонстрацию своих бронемашин и рассчитывает на создание совместного с «АвтоКрАЗ» производства бронемашин компании. Кроме того, он сообщил, что компания планирует поставлять на Украину ремкомплекты для выпущенных машин.
В 2014 году производство бронемашин было начато на Украине, по состоянию на начало августа 2014 стоимость одной бронемашины составляла 5,35 млн. гривен.
В январе 2015 года по результатам эксплуатации 15 первых бронемашин «Спартан» в украинской армии были выявлены 17 конструктивных недостатков.
Одним из наиболее серьёзных недостатков оказалась недостаточная прочность ходовой части Ford F550, не выдерживавшей нагрузок, увеличившихся после установки тяжёлого бронекорпуса — первый «Спартан», поступивший в подразделения украинской армии в конце декабря 2014 года, вышел из строя спустя месяц после начала эксплуатации, а к 30 января 2015 вышли из строя 12 из 14 бронемашин 95-й отдельной аэромобильной бригады.
28 января 2015 года ОАО «АвтоКрАЗ» объявило, что предприятие получило три уведомления, касающихся амортизаторов и выхода из строя редуктора у бронемашин «Спартан» и в конструкцию броневика уже вносят усовершенствования.
Степень локализации производства остаётся невысокой:
- 15 декабря 2014 генеральный директор «АвтоКрАЗ» Р. Е. Черняк сообщил, что в бронеавтомобиле KrAZ Spartan доля украинской составляющей не превышает 10-15 %[16].
- 9 февраля 2015 генеральный директор «АвтоКрАЗ» Р. Е. Черняк сообщил, что в бронеавтомобиле «KrAZ Spartan» доля украинской составляющей достигает 20 %[17].

22-23 мая 2015 года на выставке «Волонтёрский военпром — 2» в Киеве ХК «АвтоКрАЗ» был представлен модернизированный вариант бронемашины «спартан» (в котором прямоугольное лобовое стекло большой площади заменено на составное: из двух стеклоблоков меньшей площади, взаимозаменяемых при ремонте).
К началу июня 2015 года, по результатам эксплуатации бронемашин «спартан» вооружённых сил и Национальной гвардии Украины в условиях боевых действий были выявлены дополнительные недостатки конструкции (неподходящие тормоза, недостаточная прочность ступиц задней оси, недостаточная проходимость вне дорог с твёрдым покрытием, слишком слабое сцепление колёс с грунтом) (в дальнейшем, до 5 апреля 2016 по результатам эксплуатации 30 бронемашин "спартан" было выявлено 180 поломок "спартанов").
9 сентября 2015 года на сборах командиров и технических специалистов пограничной службы Украины в Национальной Академии ГПСУ им. Богдана Хмельницкого были представлены новые варианты бронемашин КрАЗ (в том числе, модернизированный вариант бронемашины "спартан" - помимо разделённого лобового стекла оснащённый электрической лебёдкой и новыми широкими шинами производства украинской компании "Росава").
30 марта 2016 года Кременчугский автозавод передал украинской армии отремонтированный "спартан", в конструкцию которого при ремонте были внесены изменения в соответствии с пожеланиями военных по усилению конструкции: наращена поворотная башня, усилены балка переднего моста и кронштейны амортизаторов передней подвески, установлены воздушный фильтр новой конструкции, новые диски производства Кременчугского колёсного завода, более широкие украинские шины производства компании "Росава", пневмосистема производства Полтавского автоагрегатного завода, серийные фары к грузовикам КрАЗ и другие новые детали.

## Конструкция
Бронемашина имеет обычную компоновку с передним расположением двигателя, отделением управления в средней части машины, в кормовой части машины расположено десантное отделение.
В бортах боевого отделения имеется четыре двери, в верхней части которых установлен пуленепробиваемый стеклоблок (две двери — для водителя и командира машины, две — для десанта). Лобовое стекло пуленепробиваемое. В корме корпуса расположена дверь для посадки и высадки десанта. Также имеется люк на крыше.
В верхней части бортов десантного отделения расположены амбразуры для ведения огня из стрелкового оружия (по две с каждой стороны).
Кресла десантного отделения в стандартном варианте исполнения выполнены складными вверх, что позволяет использовать десантное отделение в качестве грузового отсека для перевозки крупногабаритных грузов.
Передний бампер бронемашины усиленный, рассчитан на возможность тарана препятствий.

### Вооружение
На крыше боевого отделения может быть установлена башня, в которую может быть установлен:
- 7,62-мм пулемёт[1];
- 12,7-мм пулемёт[1]
  - в декабре 2014 года были представлены бронемашины украинской армии, вооружённые пулемётом НСВТ
  - в феврале 2015 года были представлены бронемашины украинской армии, вооружённые пулемётом ДШК[24]
- 40-мм автоматический гранатомёт[1]

### Двигатель и трансмиссия
На бронемашину установлены дизельный двигатель FORD V8-6.7L Turbo Diesel и трансмиссия OEMD FORD F550.

### Дополнительное оборудование
На бронемашину может быть установлено дополнительное оборудование, в том числе:
- радиостанция[1]
- GPS-навигатор[1]
- система видеонаблюдения с функцией видеорегистратора[1]
- лебёдка[1] — предназначена для самовытаскивания застрявшей бронемашины, а также для вытаскивания других застрявших машин аналогичной или меньшей массы[5]
- устройство для отстрела дымовых гранат[5]
- проблесковые маячки[5] и сирена[5]

## Варианты и модификации
- Cyclone - SWAT — полицейский броневик[5]

## Операторы

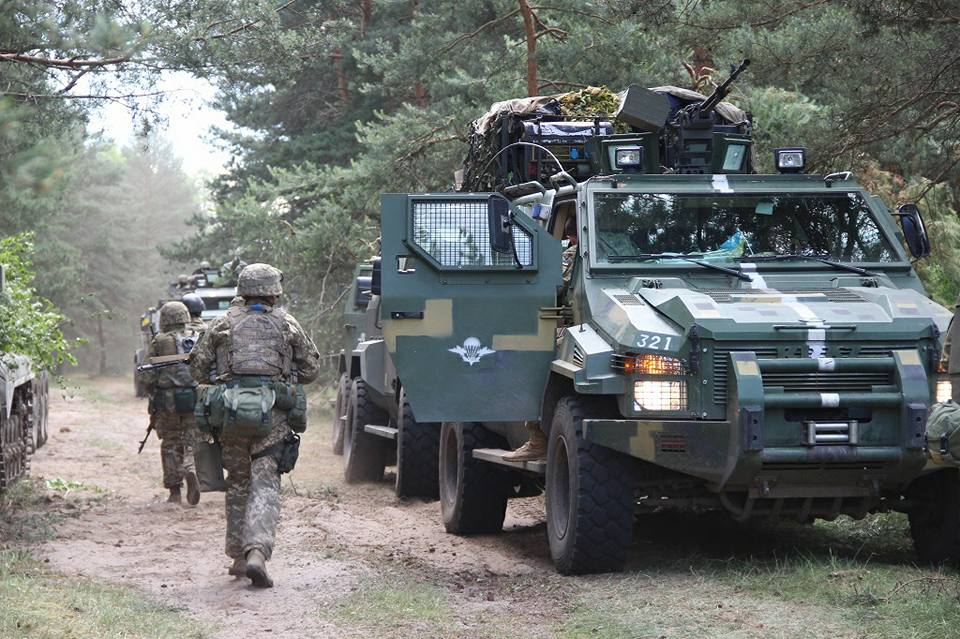
KRAZ Spartan
Десантно-штурмовых войск Украины, 16 июня 2017 года

- Аргентина — на вооружении Аргентинской национальной жандармерии[25]
- Ливия — в 2012 году силы Переходного национального совета получили партию бронемашин Streit Group Spartan, закупленных на деньги, которые предоставили США и ОАЭ[26]
- Нигерия — в июне 2014 года несколько бронемашин Streit Group Spartan Mk.III были поставлены нигерийской армии[3][26]
- Украина: 36 единиц импортировано из ОАЭ в 2014 году[2], ещё 39 единиц в 2014—2015 годах из Канады[27]
  - Национальная гвардия Украины — не менее 21 единицы на 2014 год[28]
  - Вооружённые силы Украины — не менее 30 единиц на 2015 год[29]
  - Государственный научно-исследовательский экспертно-криминалистический центр МВД Украины — 1 единица (без вооружения[30]
- Казахстан - Минимум 1 машина была замечена на заводе Предприятия «Казахстан Парамаунт Инжиниринг» и 1 машина была замечена во время Протесты в Казахстане (2022)
- Таджикистан — в 2023 году начата сборка Streit Group Spartan на предприятии «Сипар гурух» по лицензии для нужд ВС Таджикистана[31].